# Artikel 21 des Grundgesetzes für die Bundesrepublik Deutschland
Artikel 21 des Grundgesetzes für die Bundesrepublik Deutschland (GG) enthält mehrere Grundaussagen zum Recht der politischen Parteien in Deutschland. Die Norm ist im zweiten Abschnitt des Grundgesetzes normiert, der die strukturellen Grundlagen von Bund und Ländern regelt.
Bei einer Partei handelt es sich um eine privatrechtliche Vereinigung von Bürgern mit hinreichender Organisation, deren Ziel es ist, das politische Geschehen auf Bundes- oder Landesebene langfristig zu beeinflussen. Jeder natürlichen Person steht es gemäß Art. 21 Absatz 1 Satz 2 GG frei, eine solche Vereinigung frei von hoheitlichen Beeinträchtigungen zu gründen. Art. 21 GG bestimmt weiterhin, welche strukturellen Anforderungen eine Partei erfüllen muss, welche Rechte und Pflichten sie hat und unter welchen Voraussetzungen sie verboten oder von staatlicher Parteifinanzierung ausgeschlossen werden kann.
Art. 21 GG bildet die Grundlage des Gesetzes über die politischen Parteien (PartG), welches das Recht der Parteien näher ausgestaltet und hierbei insbesondere die Vorgaben des Art. 21 GG konkretisiert.

## Normierung
Art. 21 GG lautet seit seiner letzten Veränderung vom 20. Juni 2017 wie folgt:
(2) Parteien, die nach ihren Zielen oder nach dem Verhalten ihrer Anhänger darauf ausgehen, die freiheitliche demokratische Grundordnung zu beeinträchtigen oder zu beseitigen oder den Bestand der Bundesrepublik Deutschland zu gefährden, sind verfassungswidrig.
(3) Parteien, die nach ihren Zielen oder dem Verhalten ihrer Anhänger darauf ausgerichtet sind, die freiheitliche demokratische Grundordnung zu beeinträchtigen oder zu beseitigen oder den Bestand der Bundesrepublik Deutschland zu gefährden, sind von staatlicher Finanzierung ausgeschlossen. Wird der Ausschluss festgestellt, so entfällt auch eine steuerliche Begünstigung dieser Parteien und von Zuwendungen an diese Parteien.
(4) Über die Frage der Verfassungswidrigkeit nach Absatz 2 sowie über den Ausschluss von staatlicher Finanzierung nach Absatz 3 entscheidet das Bundesverfassungsgericht.
Art. 21 GG gibt politischen Parteien Verfassungsstatus und erkennt sie als bedeutende Bestandteile des demokratischen Geschehens an. Hiernach besitzen Parteien die Funktion, an der politischen Willensbildung des Volks mitzuwirken. Die Norm konkretisiert die strukturellen Anforderungen an politische Parteien und bestimmt, in welcher Weise Parteien sanktioniert werden dürfen, die verfassungsfeindliche Ziele verfolgen. Die Regeln betreffen nur Parteien, nicht politische Vereine oder ähnliche Organisationen. Sie sind jedoch von der politischen Willensbildung im Sinne des gesamten Prozesses, der etwa zu Gesetzesänderungen führen, ausdrücklich nicht ausgeschlossen.
Gemäß Art. 21 Absatz 5 GG besitzt der Bund die umfassende ausschließliche Gesetzgebungskompetenz zur Regelung des Parteienrechts. Aufgrund der besonderen Funktion der Parteien innerhalb der Demokratie ist der Gesetzgeber sogar verpflichtet, einen entsprechenden Rechtsrahmen zu schaffen. Die Länder besitzen die Kompetenz zum Erlass von Regelungen mit Parteienbezug, soweit diese einen hinreichenden Sachbezug zu einer Landeskompetenz aufweisen. Dies trifft beispielsweise auf die rundfunkrechtlichen Bestimmungen zur Stellung von Parteien im Rundfunk zu, die sich auf die Landeskompetenz des Rundfunkrechts stützen.
Art. 21 GG steht in einem engen systematischen Zusammenhang zum durch Art. 20 Absatz 1 und 2 GG geschützten Demokratieprinzip. Daher werden Elemente des Art. 21 GG auch durch das Demokratieprinzip und damit durch die Ewigkeitsgarantie des Art. 79 Absatz 3 GG geschützt. Hierdurch sind sie einer Änderung des Grundgesetzes unzugänglich. Dies trifft beispielsweise auf das Recht zu, eine Partei frei von staatlichen Beeinträchtigungen zu gründen.
Die Funktionen des Art. 21 GG und deren Verhältnis zu anderen Verfassungsbestimmungen sind in der Rechtswissenschaft bislang nicht abschließend geklärt, da diese Norm zahlreiche unterschiedliche Regelungen umfasst: Teilweise enthält sie staatsorganisationsrechtliche Prinzipien, teilweise subjektiv-öffentliche Rechte des Bürgers und der Partei, teilweise auch Ausgestaltungsaufträge an den Gesetzgeber. Die fehlende Klärung der Stellung des Art. 21 GG wirkt sich in zahlreichen Streitigkeiten über die Auslegung des Art. 21 GG aus. Diese wird beeinflusst durch die Europäische Menschenrechtskonvention (EMRK) sowie durch die Rechtsprechung des Europäischen Gerichtshofs für Menschenrechte (EGMR), der zahlreiche Entscheidungen zur Rechtmäßigkeit von Parteiverboten gefällt hat. Bei der EMRK handelt es sich um Völkerrecht, das zwar gemäß Art. 25 GG lediglich den Rang eines der Verfassung untergeordneten Bundesgesetzes besitzt, aufgrund der Völkerrechtsfreundlichkeit des Grundgesetzes allerdings auch Einfluss auf die Anwendung von Verfassungsrecht besitzt.

## Entstehungsgeschichte
Bei Art. 21 GG handelt es sich um eine Neuentwicklung des Parlamentarischen Rats, der zwischen 1948 und 1949 das Grundgesetz ausarbeitete: Die Weimarer Reichsverfassung (WRV) von 1919 berücksichtigte Parteien lediglich in Art. 130 WRV, der bestimmte, dass Beamten nicht einer Partei, sondern der Gesamtheit dienten. Die Entwicklung des Art. 21 GG wurde maßgeblich durch Carl Spiecker, einem Politiker der Zentrumspartei und der CDU, vorangetrieben.
Die Norm trat am 24. Mai 1949 in Kraft. Ihr damaliger Wortlaut lautete:
(2) Parteien, die nach ihren Zielen oder nach dem Verhalten ihrer Anhänger darauf ausgehen, die freiheitliche demokratische Grundordnung zu beeinträchtigen oder zu beseitigen oder den Bestand der Bundesrepublik Deutschland zu gefährden, sind verfassungswidrig. Über die Frage der Verfassungswidrigkeit entscheidet das Bundesverfassungsgericht.
Erstmals geändert wurde Art. 21 GG mit Wirkung zum 1. Januar 1984. Im Zuge dessen ergänzte der Gesetzgeber Art. 21 Absatz 1 GG um die Pflicht, Rechenschaft nicht nur über die Herkunft ihrer finanziellen Mittel zu geben, sondern auch über deren Verwendung. Hierdurch sollte die Transparenz der Parteien im Umgang mit Geldmitteln erhöht werden.
Eine weitere Änderung des Art. 21 GG erfolgte mit Wirkung zum 20. Juli 2017. Hierbei schuf der Gesetzgeber in Art. 21 Absatz 3 GG die Möglichkeit, solchen Parteien die staatliche Finanzierung zu verwehren, die gegenüber der demokratischen Grundordnung feindlich eingestellt sind.

## Rechtsstellung der Partei

### Parteibegriff
Art. 21 GG bezieht sich auf politischen Parteien. Hierbei handelt es sich gemäß § 2 Absatz 1 Satz 1 PartG um eine Vereinigung von Bürgern, die auf Bundes- oder Landesebene auf die politische Willensbildung Einfluss nehmen will. Bei dieser einfachgesetzlichen Definition handelt es sich um eine gemäß Art. 21 Absatz 5 GG zulässige Konkretisierung des verfassungsrechtlichen Parteienbegriffs, weshalb das rangniedrige Parteiengesetz den Inhalt des Verfassungsbegriffs Partei bestimmt.
Damit eine politische Vereinigung den Status einer Partei erlangt, muss sie in einer Weise organisiert sein, durch die sie dieses Ziel ernsthaft verfolgen kann. Dies erfordert, dass die Vereinigung über grundlegende Organisationsstrukturen verfügt, die ihr ermöglichen, an der öffentlichen Meinungsbildung teilzunehmen. Oft besitzen Parteien die Rechtsform des nicht rechtsfähigen Vereins gemäß § 54 des Bürgerlichen Gesetzbuchs (BGB)
Weiterhin muss die Vereinigung auf Langfristigkeit angelegt sein. Dies trifft zu, wenn sie ihre Tätigkeit nicht auf Einzelfälle ausrichtet. In engem Zusammenhang mit dem Merkmal der Langfristigkeit steht die Vorgabe, dass die Vereinigung den Einzug in ein Parlament anstreben muss. Aufgrund dieser Vorgabe handelt es sich bei Vereinigungen, die lediglich auf kommunaler Ebene tätig werden wollen, nicht um Parteien. Nimmt eine Partei für sechs Jahre weder an einer Bundestags- noch an einer Landtagswahl mit eigenen Wahlvorschlägen teil, verliert sie gemäß § 2 Absatz 2 Satz 1 PartG ihre Rechtsstellung als Partei.

### Aufgaben und Organisation
Gemäß Art. 21 Absatz 1 Satz 1 GG besitzt eine Partei die Aufgabe, an der politischen Willensbildung des Volks mitzuwirken. Dies geschieht zum einen dadurch, dass sie Thesen formuliert und zur öffentlichen Diskussion stellt. Dies geschieht insbesondere durch das Aufstellen eines Parteiprogramms, in dem eine Partei darstellen soll, in welcher Weise sie auf das Gemeinwohl hinwirken will. Zum anderen beeinflusst sie die Entscheidung über die Besetzung politische Ämter, wodurch sie den Willen des Volks umsetzen kann. Damit nimmt die Partei eine Mittlerrolle zwischen Bürger und Staat ein.
Gemäß Art. 21 Absatz 1 Satz 3 GG muss die innere Organisation einer Partei demokratischen Grundsätzen entsprechen. Diese Anforderung beruht darauf, dass es sich bei einer Partei um einen Zusammenschluss handelt, der das Handeln von Staatsorganen, die der freiheitlichen demokratischen Grundordnung verpflichtet sind, unmittelbar beeinflusst. Sie hat zur Folge, dass sich eine Partei entsprechend den Leitgedanken des Demokratieprinzips strukturieren muss. Hieraus folgt die Anforderung, dass die Willensbildung innerhalb einer Partei von deren Basis ausgeht, etwa durch die regelmäßige Wahl der Parteiführung und durch die Gliederung einer Partei in Gebietsverbände. Welche organisatorischen Anforderungen das Gesetz an eine Partei stellt, wird durch § 6 – § 16 PartG näher bestimmt. Verstößt die Organisation einer Partei gegen einen demokratischen Grundsatz, etwa durch entsprechende Gestaltung ihrer Satzung, ist die betroffene Norm gemäß § 134 BGB nichtig.
Art. 21 Absatz 1 Satz 4 GG verpflichtet Parteien zur Herstellung von Transparenz über die Herkunft und Verwendung ihrer finanziellen Mittel. Hierdurch soll zugunsten des Wählers die Einflussnahme Dritter auf eine Partei offengelegt werden. Auf welche Weise eine Partei Transparenz herstellen muss, bestimmt sich im Detail gemäß § 23 – § 31 PartG. Gemäß § 23 Absatz 1 Satz 1 PartG muss eine Partei beispielsweise für jedes Jahr einen Rechenschaftsbericht erstellen. In diesem muss sie gemäß § 25 Absatz 3 PartG bei Spenden und Beiträgen über 10.000 Euro den Namen des Zuwenders verzeichnen.

### Gewährleistungen

#### Gründungs- und Betätigungsfreiheit
Art. 21 Absatz 1 Satz 2 GG gewährleistet das Recht jedes Bürgers, Parteien frei von staatlicher Einflussnahme oder Kontrolle zu gründen. Das Recht auf freie Gründung umfasst die selbstbestimmte Organisation der Partei, die eigenverantwortliche Ausarbeitung eines Programms sowie die Entscheidung über Aufnahme und Ausschluss von Mitgliedern. Letztgenannter Aspekt wird durch § 10 PartG konkretisiert.
Nach vorherrschender Auffassung in der Rechtswissenschaft handelt es sich bei der Gründungs- und Betätigungsfreiheit um ein Grundrecht, das dem Einzelnen und der Partei zusteht. Zwar steht Art. 21 GG außerhalb des Abschnitts über die Grundrechte, allerdings handelt es sich bei der Norm um eine spezielle Ausprägung des Grundrechts der Vereinigungsfreiheit (Art. 9 GG).
Art. 21 Absatz 1 Satz 2 GG schützt weiterhin die freie Betätigung einer Partei. Dies umfasst die beispielsweise die Freiheit, frei von staatlichen Beeinträchtigungen um Wähler zu werben und eigenverantwortlich über ihre Finanzmittel zu verfügen.

#### Chancengleichheit
Weiterhin garantiert Art. 21 Absatz 1 die Chancengleichheit im politischen Wettbewerb. Hiernach müssen alle Parteien insbesondere im Wahlkampf die gleiche Chance darauf haben, durch den Bürger wahrgenommen zu werden. Von großer praktischer Bedeutung ist dieses Recht im Wahlkampf. In diesem Kontext wird der Schutz der Chancengleichheit zusätzlich durch den allgemeinen Gleichheitssatz des Art. 3 Absatz 1 GG und die Wahlgrundsätze des Art. 38 Absatz 1 Satz 1 GG verstärkt.
Das Recht auf Chancengleichheit verpflichtet Hoheitsträger dazu, Parteien grundsätzlich in gleicher Weise zu behandeln. Dies verbietet es etwa, einer einzelnen Partei den Zugang zu öffentlichen Einrichtungen, beispielsweise einer Stadthalle, willkürlich vorzuenthalten. Ungleichbehandlungen sind allerdings zulässig, sofern sie aus einem sachlich zwingenden Grund heraus erfolgen und nicht dazu führen, dass eine bestehende Ungleichheit der Parteien verstärkt wird. So darf beispielsweise eine Diskussionsrunde mehrerer Kanzlerkandidaten auf die Teilnehmer beschränkt werden, die eine hinreichende Chance besitzen, zum Kanzler gewählt zu werden. Anderen Parteien muss allerdings die Möglichkeit gegeben werden, sich an anderer Stelle hinreichend zu äußern. Rundfunkanstalten dürfen Wahlwerbesendungen lediglich auf offensichtliche Verstöße gegen das Strafrecht prüfen. Sie dürfen eine Sendung nicht deshalb zurückweisen, weil sie nicht strafbare verfassungsfeindliche Äußerungen enthält.
Sperrklauseln erachtet das Bundesverfassungsgericht als zulässig, soweit sie notwendig sind, um die Funktionsfähigkeit des gewählten Organs aufrechtzuerhalten. Dies trifft auf die Wahl von Gesetzgebungsorganen zu. Im Regelfall nicht erforderlich sind demgegenüber Sperrklauseln auf kommunaler Ebene.
Im PartG ist das Recht auf Chancengleichheit in Bezug auf die Vergabe öffentlicher Leistungen in § 5 normiert, der eine abgestufte Behandlung der Parteien unter maßgeblicher Berücksichtigung früherer Wahlergebnisse erlaubt. Wegen des starken Einflusses vergangener Wahlergebnisse bezweifeln einige Stimmen in der Rechtswissenschaft die Verfassungsmäßigkeit dieser Norm. Das Bundesverfassungsgericht erachtet diese Norm als verfassungskonform. Nach einer Entscheidung des Oberverwaltungsgerichts (OVG) für das Land Nordrhein-Westfalen aus 2002 im vorläufigen Rechtsschutz stellen allerdings redaktionell gestaltete Sendungen der öffentlich-rechtlichen Rundfunkanstalten zur Wahl keine öffentlichen Leistungen im Sinne des § 5 PartG dar. Das Bundesverfassungsgericht hielt diese Erwägungen des OVG aufrecht.

### Parteienfinanzierung
Parteien werden auf mehrere Weisen durch den Staat finanziert. Unmittelbar erfolgt dies durch Zuschüsse an Parteien, mittelbar durch die steuerliche Begünstigung von Parteispenden (§ 10b Absatz 2, § 34g des Einkommenssteuergesetzes). Umfang und Grenzen der Parteienfinanzierung werden maßgeblich durch die Rechtsprechung des Bundesverfassungsgerichts geprägt.
Unmittelbar dürfen sich Parteien nur zu einem Bruchteil über staatliche Zuschüsse finanzieren, da andernfalls die Gefahr besteht, dass sie vom Staat abhängig werden. Näher ausgestaltet ist diese Form der Finanzierung in § 18 – § 21 PartG. Strittig ist in der Rechtswissenschaft, ob Parteien einen Anspruch auf staatliche Finanzierung haben. Gegner führen beispielsweise an, dass Parteien als bürgerlich-rechtliche Vereinigungen keinen Bestandteil des Staats darstellen und dass das Gesetz für einen entsprechenden Anspruch keinen Anhaltspunkt bietet. Das Bundesverfassungsgericht äußerte sich hierzu unterschiedlich.
Bezüglich der mittelbaren Parteifinanzierung legt das Bundesverfassungsgericht dem Umfang der steuerlichen Begünstigung von Spenden Schranken auf, um zu verhindern, dass besonders vermögende Spender besonders großen Einfluss auf Parteien ausüben können. Hiernach dürfen Spenden seitens Personenvereinigungen nicht steuerlich begünstigt werden. Spenden von Einzelpersonen dürfen nur soweit begünstigt werden, wie sie innerhalb des Umfangs liegen, den ein Durchschnittsbürger als Spende aufbringen könnte.

### Prozessuale Stellung
Gemäß § 3 Satz 1 PartG kann eine Partei unter ihrem Namen klagen und verklagt werden. Für bürgerlich-rechtliche Verfahren sind gemäß § 13 des Gerichtsverfassungsgesetzes die Zivilgerichte zuständig.
Sie kann ebenfalls vor dem Bundesverfassungsgericht Verfassungsbeschwerde wegen der Verletzung eines Grundrechts oder eines grundrechtsgleichen Rechts erheben, soweit sie gemäß Art. 19 Absatz 3 GG beschwerdefähig ist. Strittig ist in der Rechtswissenschaft die Parteifähigkeit einer politischen Partei im Organstreitverfahren. Im Rahmen eines solchen Verfahrens streiten Verfassungsorgane über den Umfang ihrer Rechte und Pflichten. Nach Auffassung der Rechtsprechung ist die politische Partei parteifähig, da sie Rechte und Pflichten besitzt, die spezifisch auf die Teilnahme am politischen Geschehen zugeschnitten sind. Innerhalb eines Verfahrens schließen sich Organstreit und Verfassungsbeschwerde gegenseitig aus: Grundsätzlich ist die Verfassungsbeschwerde statthafter Rechtsbehelf. Sieht sich die Partei allerdings durch ein Staatsorgan in einem aus Art. 21 GG folgenden parteispezifischen Recht verletzt, ist der Organstreit einschlägige Verfahrensart. In der Rechtslehre wird die Auffassung der Rechtsprechung als dogmatisch unschlüssig überwiegend ablehnend beurteilt. Statthaft sei vielmehr allein die Verfassungsbeschwerde.

## Parteiverbot und Entzug staatlicher Parteifinanzierung
Artikel 21 ist einer der wenigen Artikel des Grundgesetzes, in dem die Frage nach einem Verbot definiert ist. Anlass für diese in der Ursprungsfassung erhaltenen Vorgabe ist in der Geschichte der Parteien der Weimarer Republik begründet. Indem der Verfassungsgeber abschließend die Voraussetzungen normierte, unter denen eine Partei verboten werden darf, wollte er verhindern, dass Parteien willkürlich verboten werden, wie es nach der Machtergreifung durch die Nationalsozialisten geschah. Insbesondere der Schutz von Parteien einer Minderheit erfährt durch das Grundgesetz besonderen Schutz, da eine Mehrheitsentscheidung des Gesetzgebers nicht ausreicht, um eine Partei zu verbieten.
Die Möglichkeit eines Parteiverbotes gemäß Art. 21 Absatz 2 GG ist Ausdruck der streitbaren Demokratie.

### Voraussetzungen eines Parteiverbots
Gemäß Art. 21 Absatz 2 GG ist eine Partei verfassungswidrig, die nach ihren Zielen oder nach dem Verhalten ihrer Anhänger darauf ausgeht, die freiheitliche demokratische Grundordnung zu beeinträchtigen oder zu beseitigen oder den Bestand der Bundesrepublik Deutschland zu gefährden. Dies setzt voraus, dass die Partei die elementaren Grundsätze der Verfassung ablehnt und dies durch eine aggressive Haltung zum Ausdruck bringt. Ein Darauf-Ausgehen liegt nach der zweiten Entscheidung des Bundesverfassungsgerichts zum beantragten NPD-Verbot nur dann vor, „wenn konkrete Anhaltspunkte von Gewicht vorliegen, die es zumindest möglich erscheinen lassen, dass das gegen die Schutzgüter des Art. 21 Abs. 2 GG gerichtete Handeln einer Partei erfolgreich sein kann (Potentialität)“. Nicht erforderlich ist dabei allerdings eine konkrete Gefahr für die Schutzgüter des Art. 21 Abs. 2 GG.
Über das Verbot einer Partei entscheidet gemäß Art. 21 Absatz 4 GG ausschließlich das Bundesverfassungsgericht. Solange ein solcher Beschluss unterbleibt, gilt eine Partei daher als verfassungsmäßig, weswegen sie nicht durch Hoheitsträger anders als andere Parteien behandelt werden darf, etwa durch die Nichtgewährung von Leistungen. Dies wird in der Rechtswissenschaft als Parteienprivileg bezeichnet. Dieses dient dem Schutz der Freiheit parteilicher Betätigung. Das Privileg verbietet nach Auffassung der Rechtsprechung allerdings nicht, die Zugehörigkeit zu einer als verfassungsfeindlich erachteten Partei als Umstand zu beurteilen, welcher gegen Eignung für die Bekleidung eines öffentlichen Amts spricht. In der Rechtslehre wird diese Ansicht von vielen Stimmen als Verstoß gegen Art. 3 Absatz 3 Satz 1 GG abgelehnt.
Die Voraussetzungen des Art. 21 Absatz 2 GG beschränken sich auf Parteien. Keine Anwendung findet er daher auf Vereinigungen ohne Parteienstatus. Verbote müssen nicht durch das Verfassungsgericht erfolgen, ein Verbot erfolgt durch den zuständigen Innenminister nach den vereinsrechtlichen Regelungen. Im Rahmen von Kommunalwahlen werden solche Vereinigungen jedoch politischen Parteien gleichgesetzt.

### Durchführung eines Verbotsverfahrens
Ein Verbotsverfahren wird durch Antrag beim Bundesverfassungsgericht eingeleitet. Die notwendige Antragsberechtigung besitzen gemäß § 43 des Bundesverfassungsgerichtsgesetzes (BVerfGG) Bundesregierung, Bundesrat und Bundestag sowie für ausschließlich auf Landesebene tätige Parteien zusätzlich die Regierung des jeweiligen Bundeslands. Bei der Antragsgegnerin muss es sich um eine Partei handeln. Eine Antragsfrist existiert nicht. Bevor das Gericht Zulässigkeit und Begründetheit des Antrags prüft, gibt es dem Verfahrensgegner gemäß § 45 BVerfGG Gelegenheit zur Stellungnahme zum Antrag.
Stellt das Bundesverfassungsgericht die Verfassungswidrigkeit des Antragsgegners fest, ist der Antrag begründet. Dies hat gemäß § 46 BVerfGG zur Folge, dass die Partei aufgelöst wird und Ersatzorganisationen nicht geschaffen werden dürfen. Zudem kann das Gericht anordnen, dass das Parteivermögen eingezogen wird.

### Bisherige Verbotsverfahren
Seit Inkrafttreten des Grundgesetzes 1949 gab es zwei erfolgreiche Parteiverbotsverfahren. 1952 wurde die Sozialistische Reichspartei (SRP) verboten, 1956 die Kommunistische Partei Deutschlands (KPD). In beiden Fällen wurden die Ziele der Parteien durch das Bundesverfassungsgericht als verfassungswidrig beurteilt. Das Urteil gegen die KPD gilt bis heute als umstritten, da unmittelbarer politischer Druck von Konrad Adenauer auf den 1. Senat des Bundesverfassungsgerichts ausgeübt wurde. Heute sind viele Verfassungsrechtler der Meinung, dass ein Verbotsantrag gegen die KPD keinen Erfolg hätte. Zwei weitere Verfahren – gegen die Freiheitliche Deutsche Arbeiterpartei (FAP) und die Nationale Liste (NL) – wurden als unzulässig abgewiesen, da diese Vereinigungen keine Parteien darstellten.
2001 wurde ein Verbotsverfahren gegen die Nationaldemokratische Partei Deutschlands (NPD) angestrengt, allerdings wegen Verfahrensfehlern eingestellt. Ein zweiter Verbotsantrag wurde im Januar 2017 als unbegründet zurückgewiesen: Die NPD sei zwar verfassungsfeindlich, wesensverwandt mit dem Nationalsozialismus und wolle „die bestehende Verfassungsordnung durch einen an der ethnisch definierten 'Volksgemeinschaft' ausgerichteten autoritären Nationalstaat ersetzen“, stelle aber aktuell angesichts ihrer Bedeutungslosigkeit im politischen Geschehen keine konkrete Bedrohung für die freiheitliche demokratische Grundordnung dar. Das Merkmal der Potentialität liege nicht vor.

### Ausschluss von der Parteienfinanzierung
Art. 21 Absatz 3 GG wurde im Juli 2017 als Reaktion auf die Entscheidung des Bundesverfassungsgerichts von Anfang des Jahres geschaffen, die NPD nicht auf Grundlage des Absatz 2 zu verbieten. Die Richter hatten erklärt, die Partei erfülle zwar die Voraussetzung, die freiheitliche demokratische Grundordnung zu beeinträchtigen oder zu beseitigen, aber nicht die Voraussetzung des „darauf ausgehen“, da ihr dafür die Wirkungsmacht („Potentialität“) fehle. Die Richter wiesen darauf hin, dass unterhalb eines Verbots der Ausschluss aus der Parteienfinanzierung geregelt werden könne. In der schriftlichen Urteilsbegründung hieß es dazu: „Eine Modifizierung dieses Regelungskonzepts, etwa hinsichtlich der Schaffung von Möglichkeiten gesonderter Sanktionierung im Fall der Erfüllung einzelner Tatbestandsmerkmale des Art. 21 Abs. 2 GG unterhalb der Schwelle des Parteiverbots, ist dem verfassungsändernden Gesetzgeber vorbehalten.“
Die Voraussetzungen des Ausschlusses von der staatlichen Parteienfinanzierung nach Art. 21 Abs. 3 S. 1 GG stimmen mit denjenigen des Parteiverbotes nach Art. 21 Abs. 2 GG überein, soweit beide Vorschriften den gleichen Wortlaut haben. Im Unterschied zu „darauf ausgehen“ bei dem Parteiverbot wird für einen Parteienfinanzierungsausschluss allerdings nur „darauf ausgerichtet“ gefordert. Das Merkmal der Potentialität ist damit für den Ausschluss von staatlicher Finanzierung nicht erforderlich. Abgesehen von dem Merkmal der Potentialität ist „darauf ausgerichtet“ beim Parteienfinanzierungsausschluss so auszulegen wie „darauf ausgehen“ beim Parteiverbot.
Mit Beschluss vom 20. Juni 2023 verwarf das Bundesverfassungsgericht in einem Organstreitverfahren den Antrag vom 13. September 2017 der (inzwischen in „Die Heimat“ umbenannten) NPD, festzustellen, dass diese Grundgesetzänderung sie in ihren Rechten verletzt habe, als unzulässig.
Im Juli 2019 stellten Bundesrat, Bundestag und Bundesregierung bei Bundesverfassungsgericht einen Antrag nach dem neugeschaffenen Art. 21 Absatz 3 GG, da die NPD weiterhin das Ziel verfolge, die freiheitliche demokratische Grundordnung zu beseitigen. Im Juli 2023 fand die mündliche Verhandlung in der Sache statt. Im Januar 2024 entschied der zweite Senat des Bundesverfassungsgerichts, dass die Partei Die Heimat (vormals NPD) für die Dauer von sechs Jahren von der staatlichen Parteifinanzierung nach § 18 Parteiengesetz ausgeschlossen ist. Damit entfallen auch sämtliche steuerlichen Vorteile für die Partei und ihre Spender. Laut Bundesverfassungsgericht ist dies aber nicht gesondert festzustellen, sondern folgt kraft gesetzlicher Regelung in Art. 21 Abs. 3 Satz 2 GG aus der Feststellung des Ausschlusses von der Parteienfinanzierung. Zugleich entschied das Bundesverfassungsgericht, dass Art. 21 Abs. 3 GG nicht gegen die von Art. 79 Abs. 3 GG gewährleistete Ewigkeitsgarantie verstoße.